# Washington & Jefferson Presidents
Los Washington & Jefferson Presidents (Presidentes del Colegio Washington & Jefferson) son el equipo deportivo que representa al Washington & Jefferson College ubicado en Washington, Pensilvania y es miembro de la NCAA Division III con 26 equipos deportivos. El equipo juega en las conferencias Presidents' Athletic Conference, y la Eastern College Athletic Conference,
Durante la temporada 2005–2006 el 34 % del alumnado de la universidad formaba parte de los equipos deportivos.

## Historia
El departamento fue creado en 1883 debido a que los estudiantes vieron la necesidad de formalizar los programas deportivos en la institución como otras universidades con el fin de aumentar el espíritu deportivo. El equipo al fin fue creado por 75 estudiantes que aportaron $1 y por votación eligieron los colores rojo y negro para el equipo sobre la opción de naranja y azul, la que fue tomada por la Universidad de Pensilvania Occidental. Al descubrir petróleo en el Old Fairgrounds encontraron los recursos necesarios para renovar las instalaciones. El nombre del equipo se debe al nombre que tiene la universidad, el cual es por los presidentes George Washington y Thomas Jefferson.
Hasta el 2021 el equipo ha ganado en total más de 130 títulos de conferencia, incluyendo 11 títulos individuales de la NCAA, más de 60 estudiantes han ganado el título de MVP, más de 400 han sido elegido al primer equipo de la conferencia y más de 70 han sido All-American.

## Deportes
Bésibol, baloncesto masculino, baloncesto femenino, Cross Country masculino, Cross Country femenino, Hockey sobre hierba, Fútbol americano, Golf masculino, Golf femenino, Lacrosse masculino, Lacrosse femenino, fútbol masculino, fútbol femenino, Softbol, natación masculino, natación femenino, tenis masculino, tenis femenino, atletismo masculino (interior y exterior), atletismo femenino (interior y exterior), Voleibol, Water Polo masculino, Water Polo femenino, lucha.

## Galería

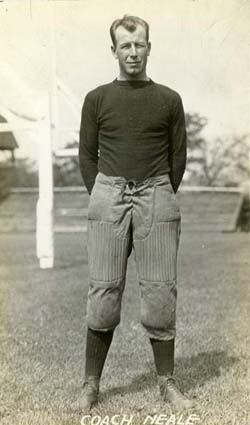
Greasy Neale en 1922
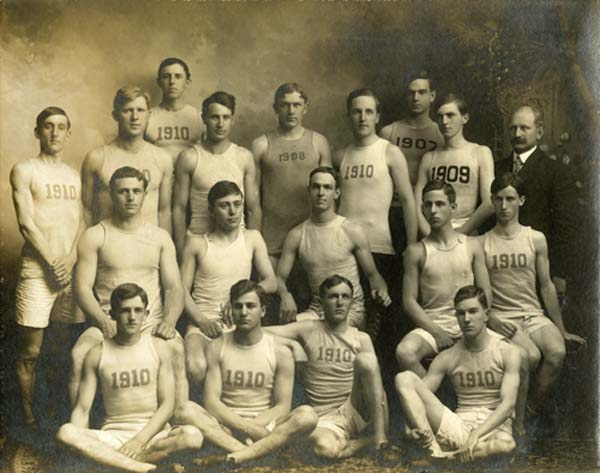
Equipo de atletismo de 1907
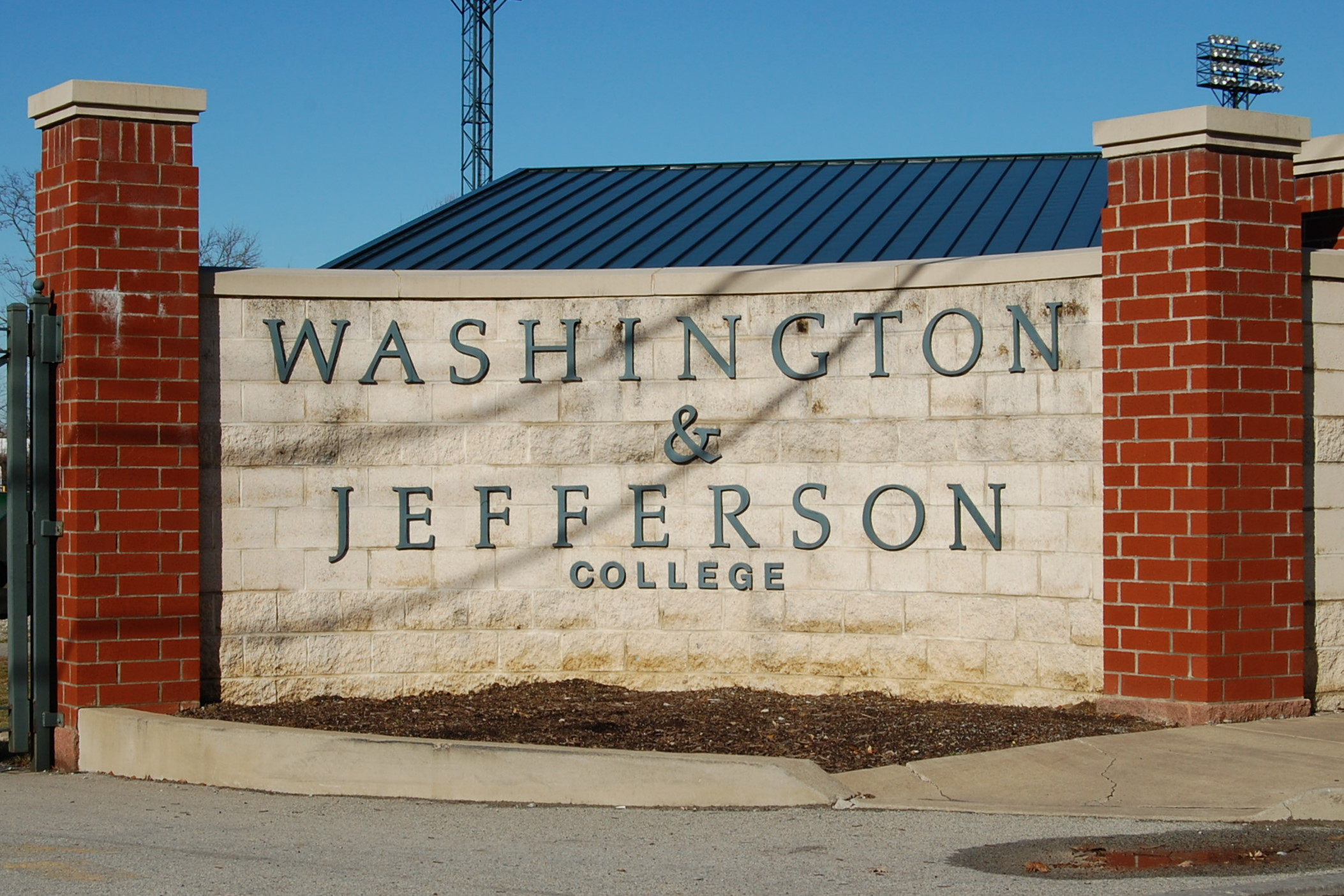
El Cameron Stadium es la sede del equipo de fútbol americano desde 1890
Imagen no oficial de la sección de hockey sobre hielo